# Филип I (Хесен)
Вижте пояснителната страница за други личности с името Филип I.
Филип I Великодушни (на немски: Philipp I, der Großmütige, * 13 ноември 1504 в Марбург, † 31 март 1567 в Касел) от Дом Хесен е от 1509/1518 до 1567 г. ландграф на Хесен. На 1 юли 1527 г. той основава наречения на него Марбургски университет, първият протестантски университет.
Той е син на ландграф Вилхелм II (1469 – 1509) и на Анна фон Мекленбург (1485 – 1525). При смъртта на баща му през 1509 г. той е още малолетен. Филип е определен на 13½ години за пълнолетен от император Максимилиан I и поема през 1518 г. сам управлението, запазва обаче майка си и нейните съветници при себе си. От 1524 г. Филип е привърженик на протестантското учение.
През началото на 1524 г. Филип се жени за Христина Саксонска (1505 – 1549).
През 1540 г. той се жени допълнително и за саксонската дворцова госпожица Маргарета фон дер Заале (1522 – 1566). Мартин Лутер, Филип Меланхтон и Мартин Буцер одобряват това. Този двоен брак му носи големи политически проблеми.
След неговата смърт Ландграфството Хесен се разделя според неговото завещание между четиримата му сина от първия му брак.

## Деца
От сключения му брак на 11 декември 1523 г. в Дрезден с Кристина Саксонска (* 25 декември 1505, † 15 април 1549), дъщеря на херцог Георг Брадати от Саксония и Барбара Полска, той има децата:
- Агнес (1527 – 1555)

∞ 1. 1541 курфюрст Мориц от Саксония (1521 – 1553)
∞ 2. 1555 херцог Йохан Фридрих II от Саксония-Гота (1529 – 1595)
- Анна (1529 – 1591)

∞ 1544 пфалцграф Волфганг фон Цвайбрюкен (1526 – 1569)
- Вилхелм IV фон Хесен-Касел (1532 – 1592), ландграф на Хесен-Касел
- Филип Лудвиг (1534 – 1535)
- Барбара (1536 – 1597)

∞ 1. 1555 херцог Георг I от Вюртемберг-Монбеляр (1498 – 1558)
∞ 2. 1568 Даниел (1530 – 1577), граф на Валдек
- Лудвиг IV фон Хесен-Марбург (1537 – 1604), ландграф на Хесен-Марбург
- Елизабет (1539 – 1582)

∞ 1560 курфюрст Лудвиг VI фон Пфалц (1539 – 1583)
- Филип II (1541 – 1583), ландграф на Хесен-Рейнфелс
- Христина (1543 – 1604)

∞ 1564 херцог Адолф фон Шлезвиг-Холщайн-Готорп (1526 – 1586)
- Георг I (1547 – 1596), ландграф на Хесен-Дармщат

От сключения брак на 4 март 1540 г. в Ротенбург на Фулда морганатичен брак с Маргарета фон дер Заале (* 1522, † 6 юли 1566) произлизат Графовете на Диц:
- Филип (1541 – 1569)
- Херман (1542 – 1568)
- Христоф Ернст (1543 – 1603)
- Маргарета (1544 – 1608)
- Албрехт (1546 – 1569)
- Филип Конрад (1547 – 1569)
- Мориц (1553 – 1575)
- Ернст (1554 – 1570)
- Анна (1557 – 1558)